# 4906-os mellékút (Magyarország)
A 4906-os mellékút egy több, mint 37 kilométeres hosszúságú, négy számjegyű mellékút Szabolcs-Szatmár-Bereg vármegye és Hajdú-Bihar vármegye határvidékén, Nyírbátort köti össze Nyírábránnyal.

## Nyomvonala
Nyírbátor belterületének déli szélén ágazik ki a 4915-ös útból, annak majdnem pontosan az első kilométerénél, dél felé. Rövid belterületi szakasza az Árpád utca nevet viseli, de alig pár száz máter után már külterületek közé ér. 3,6 kilométer után hagyja el a város területét, ezután Piricse határai közt folytatódik. 5,3 kilométer után éri el a község első házait, az északi településrészben Táncsics utca a neve. 6,1 kilométer után kiágazik belőle kelet felé a Nyírpilisre vezető 49 129-es számú mellékút, onnan egy kisebb iuránytöréssel halad a község központjáig. Onnantól már Kossuth Lajos utca, majd Béke utca a neve, így húzódik a lakott terület déli széléig, amit 8,8 kilométer után ér el. Még mindig piricsei területen jár, amikor – 9,6 kilométer után – nyugat felé is kiágazik belőle egy út: ez a 49 131-es, Encsencs központja irányába.
10,9 kilométer után elhalad Piricse, Encsencs és Nyírbéltek hármashatára mellett, de Encsencset ennél jobban nem is érinti, nyírbélteki határok közt folytatódik. 13,5 kilométer után éri el a lakott terület északi részét, ahol a Vasút utca nevet veszi fel – ma már ugyan nem érinti vasútvonal e települést, a név azonban arra utal, hogy évtizedekkel ezelőtt még itt volt a Debrecentől induló keskeny nyomtávú vasút északi végállomása. A 14+650-es kilométerszelvénye közelében kiágazik belőle kelet felé a 49 133-as számú mellékút Ömböly községbe, a továbbiakban az út a Széchenyi István utca nevet viseli; közben 15,1 kilométer után beletorkollik nyugat felől a Nyíradonytól idáig húzódó 4903-as út. A település déli részén már Bajcsy-Zsilinszky utca a neve, így lép ki a belterületről, 16,4 kilométer után.
20,5 kilométer megtételét követően szeli át Penészlek határát, a községet kevéssel a 22. kilométere előtt éri el, Petőfi Sándor nevét felvéve. Alig fél kilométer után kiágazik belőle kelet felé a 49 152-es számú mellékút, a település központi részei felé; ezt követően egy kisebb iránytöréssel szinte azonnal ki is lép a községből.
Nagyjából 25,6 kilométer után lépi át a megyehatárt – ott délnyugati irányban húzódva –, onnan Fülöp határai közt folytatódik. Nem sokkal később még nyugatabbi irányt vesz, s úgy éri el Bánháza településrészt, 27,6 kilométer után, majd a község központi részének keleti szélét is, a 30. kilométerét elhagyva. Egy darabig Penészleki utca a települési neve, majd délnek fordul, onnantól Arany János utca néven folytatódik. Már a 33. kilométerén is túl jár, amikor maga mögött hagyja e település déli szélét; ugyanott átlép Nyírábrány területére. Utóbbi első házait a 35. kilométere közelében éri el, a Fülöpi utca nevet felvéve, de hamarosan már Rákóczi utca a neve. Így is ér véget, beletorkollva a 4904-es út 19+200-as kilométerszelvénye közelében, a község központjának északi részén.
Teljes hossza, az országos közutak térképes nyilvántartását szolgáló kira.kozut.hu adatbázisa szerint 37,324 kilométer.

## Története
A Kartográfiai Vállalat 1990-ben megjelentetett Magyarország autóatlasza a Nyírbátor-Nyírbéltek közti szakaszát kiépített, pormentes útként jelöli, a fennmaradó szakaszt eggyel gyengébb burkolatminőségre utaló jelöléssel portalanított útként tünteti fel.

## Települések az út mentén
- Nyírbátor
- Piricse
- (Encsencs)
- Nyírbéltek
- Penészlek
- Fülöp
- Nyírábrány